# Leif Bork Hansen
Leif Bork Hansen (født 3. august 1942 i Lønborg) har været dansk præst ved Lyngby Kirke indtil han blev pensioneret i 2012.
Han fik sit første præsteembede i 1969 i Græse, men skiftede til Skævinge-Lille Lyngby i 1971. Siden 1982 har han været præst i Lyngby Kirke. Han har forsket i Søren Kierkegaard og er medlem af Søren Kierkegaard Selskabets bestyrelse. Siden 1989 har han desuden undervist i hymnologi på Pastoralseminariet.
Bork Hansen blev kendt sidst i 1990'erne for at begå civil ulydighed ved at hjælpe 29 afviste serbiske asylansøgere med at gå under jorden. Dermed overtrådte præsten Udlændingeloven, og han blev ved Retten i Lyngby i 1999 som den første nogensinde idømt en betinget dom på 20 dages hæfte for at skjule flygtninge. Han blev efterfølgende sigtet igen – idet han indsamlede penge til flygtninge. Det resulterede i en bødestraf ved Østre Landsret.
Leif Bork Hansen har endvidere været aktiv i græsrodsbevægelsen Bedsteforældre For Asyl. 